# 納尼亞傳奇：獅子·女巫·魔衣櫥
《納尼亞傳奇：獅子·女巫·魔衣櫥》（英語：The Chronicles of Narnia: The Lion, the Witch and the Wardrobe），是《納尼亞傳奇》系列電影的第一部作品，改編自英國作家C·S·路易斯在1950年出版的小說《獅子·女巫·魔衣櫥》（The Lion, the Witch and the Wardrobe）。導演是安德魯·亞當森，主演包括威廉·莫斯里、安娜·帕波维尔、史肯达·凯恩斯、乔基·亨莉、連恩·尼遜和蒂達·史雲頓。由華特迪士尼電影和威登媒體製作，於2005年12月全球首映。
本片上映後獲得了不少獎項和提名，包含第78屆奧斯卡金像獎的最佳化妝獎以及衛星獎最佳動畫或混合媒體。

## 劇情
佩文西家的四個小孩子——彼得是大哥，蘇珊是大姊，艾德蒙是弟弟，還有小妹露西——因躲避戰爭而離開倫敦到鄉下的老教授家。某天在玩捉迷藏遊戲時，露西發現一個古老的衣櫥，從衣櫥裡進入一個冰天雪地的奇妙魔法世界「納尼亞王國」。她遇見人羊吐納思先生並在他家裡待了幾小時，人羊告訴她，納尼亞王國被詛咒，已經過了100年冬天，而且沒有聖誕節。原本友善的人羊不久之後就對露西懺悔，原本任何人類都需依規定交給邪惡的白女巫，但和露西成為好友的吐納思已後悔，趕緊送露西離開返回衣櫥裡。當露西回到正常的世界，時間並沒有改變或流逝了幾小時；她要求其他小孩相信她的歷險並檢查衣櫥內部，但入口已經關閉。夜裡，艾德蒙跟蹤露西進入納尼亞，遇見白女巫，以土耳其軟糖（Turkish Delight）誘惑他，回去再帶兄弟姊妹來見她。老教授在其他人不相信露西時，說了些意味深長的話。
某天，四個兄弟姐妹意外地從衣櫥內進入納尼亞，彼得和蘇珊對露西道歉。他們發現人羊吐納思因為幫助過露西而被抓走，後來又遇見會說話的海狸先生告訴他們關於獅王亞斯藍，還有亞當之子和夏娃之女將收復納尼亞王國、終結白女巫統治的預言。艾德蒙偷溜去白女巫的城堡，白女巫氣他未帶其他手足前來，艾德蒙被關進地牢，見到隔壁牢房裡的人羊吐納思。白女巫下令狼群追擊其他小孩，海狸先生與其妻帶著他們逃走。
彼得、露西、蘇珊和海狸以為白女巫的雪橇追來了，其實來者是聖誕老人。他贈送露西重生魔藥和匕首，給蘇珊弓、箭和號角，給彼得一把劍和盾。聖誕老人告訴他們，冬天即將結束了。冰河迅速融化，狼群緊追在後。他們成功到達亞斯藍的陣營，拜見亞斯藍，一隻巨大而尊貴的獅王。亞斯蘭答應盡力救出艾德蒙。而他們則是不情願地再度捲入一場戰爭。
亞斯藍私下和艾德蒙談話，之後勸告其他人原諒他。白女巫來到營地，宣稱依循納尼亞的古老律法，背叛者艾德蒙將歸她所有。亞斯藍和白女巫協議替代艾德蒙，亞斯藍將犧牲自己任由白女巫處死。但白女巫不知道的遠古秘法是：若有無罪之人自願犧牲並代替背叛者，處刑的石桌將爆裂並讓人重生。復活的亞斯藍帶著蘇珊和露西到女巫城堡，解救所有被冰封的無辜子民。
彼得的軍隊幾乎被白女巫的軍隊擊垮，艾德蒙力戰白女巫而垂死，亞斯藍率領援軍到達並獲得勝利。露西用聖誕魔藥救活艾德蒙。四個兄弟姐妹成為納尼亞的國王和女王。許多年後，已成年的四個兄弟姐妹在林間騎馬追逐白雄鹿時，偶然地發現似曾相識的路燈柱；他們再度穿過衣櫥回到正常世界，時間幾乎沒有改變，又回到小時候——教授拿著球找到他們——打破窗戶和躲入衣櫥的同一天。

## 寓意
在原著小說中，C·S·路易斯呈現了許多意想不到的宗教象徵。納尼亞王國的創造者獅子王亞斯藍，代表著基督教中上帝的兒子耶穌，故事中亞斯藍為了換取背叛者艾德蒙性命而犧牲自己的精神，正好象徵耶穌被釘十字架受難及復活的真理，而最後與白女巫的大戰，更是寓意著上帝與邪惡勢力的終極一戰。至於四位少年在納尼亞的奇幻之旅，也刻畫出基督徒天路歷程的起跌進退，信徒如何在王者的帶領下生命得著改變。

## 主要角色
- 彼得·佩文西：威廉·莫斯里飾演
- 蘇珊·佩文西 ：安娜·帕波维尔飾演
- 愛德蒙·佩文西 ：史肯达·凯恩斯 飾演
- 露西·佩文西：乔基·亨莉 飾演
- 亞斯藍（英语：Aslan）：連恩·尼遜 配音 台灣配音：陳旭昇 粤语配音: 黃日華
- 白女巫賈迪絲：蒂達·史雲頓 飾演 台灣配音：劉小芸
- 人羊吐納思：占士·麥艾禾 飾演 台灣配音：李勇
- 聖誕老人：詹姆士·考斯摩 飾演
- 老教授 ：吉姆·布洛班特 飾演
- 麥瑞蒂太太：伊莉莎白·霍桑 飾演 ，為寇克教授家裡嚴厲的女管家

### 動物及魔法生物
- 獅子：亞斯藍，納尼亞王國的偉大獅王 台灣配音：陳旭昇
- 海狸夫婦：幫助孩子們到達亞斯藍營地 台灣配音：孫中台(夫)；崔幗夫(婦)
- 狼：白女巫的爪牙 台灣配音：楊少文
- 狐狸先生：狐狸是亞斯藍的支持者，為了幫助佩文西家的兄弟姐妹躲避追趕，狐狸涉險與惡狼毛格林帶領的秘密警察隊周旋。白女巫為了懲罰狐狸，用魔杖將其石化，後來在亞斯藍解救下重獲自由。 台灣配音：姜先誠
- 馬
- 人羊：吐納思先生，投效亞斯蘭陣營 台灣配音：李勇
- 人馬：奧瑞爾思將軍，效忠亞斯蘭
- 獅鷲
- 彌諾陶洛斯：奧特敏將軍，效忠白女巫 台灣配音：林谷珍
- 哥布林 台灣配音：孫德成
- 獨眼巨人
- 豬頭人身怪
- 斷筋怪

## 製作
在正式開拍前，導演安德魯·亞當森帶著勘景團隊踏遍愛爾蘭、英國、加拿大、澳洲、阿根廷、南極洲等全球各地，尋找適合電影外景拍攝的場地。
電影劇本由亞當森本人以及安·皮卡克、克里斯多福·馬可思、史蒂芬·麥飛力負責撰寫，此外原著作者C·S·路易斯的繼子道格拉斯·葛瑞罕亦給予了指導。
導演亞當森堅持要求電影中四名兒童主角的演員必須是「真實生活的孩子」，而非好萊塢裡演過戲的童星，英國的童星星探琵芭·霍爾集中負責尋找四名主角的適合人選，為此她在兩年時間內踏遍各個學校和很多的孩子面談。
在電影中出場的各種奇幻生物則由《魔戒》的製作團隊維塔工作室負責設計。設計過程中，維塔創辦人理查·泰勒參考了耶羅尼米斯·波希的畫作來尋求靈感。
電影於2004年6月28日在紐西蘭開拍。本來劇組曾打算從挪威進口一群麋鹿到紐西蘭拍攝，但由於發現麋鹿帶有疾病，最後只好將馬偽裝成麋鹿的樣子來拍攝。同年12月的聖誕節期間在捷克共和國和波蘭拍攝納尼亞「石橋」的相關場景。
在拍攝現場，不少納尼亞生物都是由演員飾演，他們的下半身須穿上綠色或藍色的褲子，最後再透過後製將電腦動畫和現場畫面完美結合。亞當森向特效團隊強調影片中的六個數位角色（亞斯藍、海狸夫婦、狐狸先生與毛格林等）必須要非常真實，其中亞斯藍的獅毛還是動畫師一根一根仔細繪上的。
亞當森也始終強調電影場景必須要逼真可信，他希望在電影一開頭就營造出真實的英國，而納尼亞也應該要看上去很真實。「燈野」的相關場景是在紐西蘭的一個攝影棚內搭建，用人工方式種植了兩三百棵樹。狼群闖入海狸夫婦家的場景有參照了紀錄片《海狸一家》中一頭熊嘗試進入海狸水壩的真實畫面。魔衣櫥的道具上被仔細雕刻了《魔法師的外甥》（《獅子·女巫·魔衣櫥》的前傳）的故事情節。

## 獲獎紀錄
- 第78屆奧斯卡金像獎最佳化妝：獲獎

## 外部連結
- 中文官方網站
- 香港官方網站 （页面存档备份，存于）
- 互联网电影数据库（IMDb）上《納尼亞傳奇：獅子·女巫·魔衣櫥》的资料（英文）
- 爛番茄上《納尼亞傳奇：獅子·女巫·魔衣櫥》的資料（英文）
- Metacritic上《納尼亞傳奇：獅子·女巫·魔衣櫥》的資料（英文）
- Box Office Mojo上《納尼亞傳奇：獅子·女巫·魔衣櫥》的資料（英文）
- AllMovie上《納尼亞傳奇：獅子·女巫·魔衣櫥》的资料（英文）
- 时光网上《納尼亞傳奇：獅子·女巫·魔衣櫥》的資料（简体中文）
- 開眼電影網上《納尼亞傳奇：獅子·女巫·魔衣櫥》的資料（繁體中文）